# Ribera d’Ondara
Ribera d'Ondara – gmina w Hiszpanii, w prowincji Lleida, w Katalonii, o powierzchni 54,25 km². W 2011 roku gmina liczyła 447 mieszkańców.